# Постниково
По́стниково (рос. Постниково) — село у складі Іжморського округу Кемеровської області, Росія.

## Населення
Населення — 503 особи (2010; 613 у 2002).
Національний склад (станом на 2002 рік):
- росіяни — 97 %